# Fu-šun
Fu-šun (čínsky pchin-jinem Fǔshùn, znaky 抚顺) je městská prefektura v Čínské lidové republice, kde patří k provincii Liao-ning. Celá prefektura má rozlohu 11 269 čtverečních kilometrů a v roce 2020 v ní žilo přes 1,8 milionu obyvatel.

## Poloha
Fu-šun leží při severovýchodním okraji provincie Liao-ning na řece Chun. Prefektura hraničí na západě s Šen-jangem, na severu s Tchie-lingem, na východě s provincií Ťi-lin a na jihu s prefekturou Pen-si.

## Administrativní členění
Městská prefektura Fu-šun se člení na sedm celků okresní úrovně, a sice čtyři městské obvody, jeden okres a dva autonomní okresy.
| Sin-fu Tung-čou Wang-chua Šun-čcheng okres · Fu-šun autonomní okres · Sin-pin autonomní okres · Čching-jüan |                |                       |                    |                                  |
| Název | Název          | Počet obyvatel (2020) | Rozloha km² (2020) | Hustota zalidnění (obyv. na km²) |
| český přepis                                                                                                | znaky          | Počet obyvatel (2020) | Rozloha km² (2020) | Hustota zalidnění (obyv. na km²) |
| Městské obvody                                                                                              |                |                       |                    |                                  |
| Sin-fu | 新抚区         | 222 984               | 110                | 2 036                            |
| Tung-čou | 东洲区         | 236 731               | 604                | 392                              |
| Wang-chua                                                                                                   | 望花区         | 396 257               | 307                | 1 290                            |
| Šun-čcheng                                                                                                  | 顺城区         | 466 126               | 358                | 1 302                            |
| Okres |                |                       |                    |                                  |
| Fu-šun | 抚顺县         | 83 125                | 1 670              | 50                               |
| Autonomní okresy                                                                                            |                |                       |                    |                                  |
| Sin-pin (mandžuský)                                                                                         | 新宾满族自治县 | 217 259               | 4 295              | 51                               |
| Čching-jüan (mandžuský)                                                                                     | 清原满族自治县 | 238 890               | 3 925              | 61                               |
| |                |                       |                    |                                  |
| Celkem | Celkem         | 1 861 372             | 11 269             | 165                              |

## Partnerská města
- Arad, Rumunsko (13. červenec 1994)
- Foster City, Kalifornie, Spojené státy americké (10. listopad 1995)
- Gladbeck, Německo (31. srpen 1988)
- Iwaki, Japonsko (15. duben 1982)
- Júbari, Japonsko (19. duben 1982)
- Kokkola, Finsko
- Pučchon, Jižní Korea (29. červen 2007)